# Stor-Bänglingstjärnen
Stor-Bänglingstjärnen är en sjö i Timrå kommun i Medelpad och ingår i Gådeån-Indalsälvens kustområde. Sjön har en area på 0,0267 kvadratkilometer och ligger 87,3 meter över havet.

## Delavrinningsområde
Stor-Bänglingstjärnen ingår i det delavrinningsområde (694131-158793) som SMHI kallar för Inloppet i Krigsbysjön. Medelhöjden är 152 meter över havet och ytan är 8,51 kvadratkilometer. Det finns ett avrinningsområde uppströms, och räknas det in blir den ackumulerade arean 18,29 kvadratkilometer. Avrinningsområdets utflöde Sörån mynnar i havet. Avrinningsområdet består mestadels av skog (85 procent). Avrinningsområdet har 0,03 kvadratkilometer vattenytor vilket ger det en sjöprocent på 0,3 procent.